# Welcome Home
Welcome Home är den fjärde singeln av den danska hårdrockaren King Diamond, tagen från 1988 års album Them.

## Låtlista
- Welcome Home (4:36)

## Medverkande
- Sång: King Diamond
- Gitarr: Andy La Rocque
- Gitarr: Pete Blakk
- Bas: Hal Patino
- Trummor: Mikkey Dee